# Дрізд рудочеревий
Дрізд рудочеревий (Turdus rufiventris) — вид горобцеподібних птахів родини дроздових (Turdidae). Поширений у Південній Америці.

## Поширення
Мешкає на більшій частині східної та південно-східної Бразилії від Мараньян на південь до штату Ріу-Гранді-ду-Сул, Болівії, Парагваю, Уругваю та центральних регіонів Аргентини. Зустрічається в лісах і міських парках.

## Опис
Птах важить близько 70 грамів, тіло завдовжки 22-23 см. Має майже прямий дзьоб, жовтого кольору, 1,5 см завдовжки. Він має жовту повіку, оливково-коричневу спину та помаранчево-червону черевну частину. Горло з дрібними коричневими смугами на білуватому тлі.

## Спосіб життя
Птах часто відвідує верхівки дерев і землю. У містах його багато в садах і парках з травою і деревами; Воліє затінені місця, зазвичай живе поодинці або парами. Ці дрозди можуть жити в неволі і можуть доживати до 30 років у своєму природному середовищі існування.